# Karl Weniger
Karl Weniger (* 24. Mai 1899 in Dassel; † 1. Oktober 1941 im Ärmelkanal nahe Dieppe) war ein deutscher Marineoffizier, zuletzt Kapitän zur See der Kriegsmarine.

## Leben

### Herkunft
Karl Weniger war ein Sohn des evangelischen Pfarrers Hermann Weniger (1862–1924) und seiner Frau Clara, geb. Barnstedt (1872–1904). Seine Großmutter mütterlicherseits, Clara (* 1830), war eine Tochter von Friedrich Mutzenbecher. Sein Bruder war der spätere Pädagoge Erich Weniger. Karl und ein weiterer Bruder kamen im Zweiten Weltkrieg um, wobei neben Erich ein weiterer Bruder und seine Schwester den Krieg überlebten.

### Werdegang
Karl Weniger trat im November 1917 in die Kaiserliche Marine ein. Bis März 1918 war er zur Ausbildung an der Marineschule und auf der Freya. Anschließend war er als Seekadett bis September 1918 erst auf der Posen und dann auf der Nassau. Am 18. August 1918 wurde er zum Fähnrich zur See befördert. Bis Kriegsende war er dann zu Ausbildungskursen kommandiert.
Weniger wurde in die Reichsmarine übernommen. Er besuchte ab 2. September 1920 Lehrgänge an der Marineschule Mürwik, kam dann 1921 als Adjutant auf die Niobe, ab 16. Oktober 1922 auf die Arcona und ab 1. Dezember 1923 auf die Amazone. Am 1. Januar 1921 war er Leutnant zur See. Als Kompanieoffizier kam er, ab 1. Januar 1924 Oberleutnant zur See, ab 27. September 1924 zur II. Schiffstammdivision der Nordsee. Vom 27. September 1926 bis 30. September 1927 war er Wachoffizier auf der Ziethen. Anschließend war er Lehrer des Sperrversuchs- und Lehrkommandos in Kiel und zugleich zeitweise Kommandant in der Tenderhalbflottille des Versuchskommandos.
Ab September 1930 war er als Kapitänleutnant (Beförderung am 1. November 1930) bei der 1. Minensuchhalbflottille Kommandant des Minensuchbootes M 136 und später von M 132. Ab dem 29. September 1932 war er für zwei Jahre als Wach- und Rollenoffizier auf der Schlesien. Er wurde Kompanieführer an der Sperrschule in Kiel.
Für die Olympischen Spiele 1936 organisierte er den Segelwettbewerb in Kiel, wofür er am 20. April 1937 die Deutsche Olympia–Erinnerungsmedaille erhielt.
Am 1. März 1936 zum Korvettenkapitän befördert, war er im gleichen Jahr Lehrer an der Sperrschule in Kiel und dort zugleich Kompanieführer. Ab 1. März 1937 war er nicht mehr zusätzlich Kompanieführer, sondern wurde Stabsoffizier beim Stabe. Im Jahr darauf war er beim Führer der Minensuchboote ab 1. Oktober 1937 Chef der 2. Geleitflottille. Im Oktober 1938 wurde er Chef der 1. Minensuchflottille, was er bis Dezember 1939 blieb. Ab September 1939 war die Flottille in der Danziger Bucht eingesetzt und war maßgeblich beim Geleit der Schleswig-Holstein beteiligt. Diese eröffnete vom Hafenkanal aus das Feuer auf die polnische Stellung auf der Westerplatte, die zur Freien Stadt Danzig gehörte. Mit diesen Schüssen (Adolf Hitler: „Seit 5:45 Uhr wird jetzt zurückgeschossen!“) und dem Einmarsch deutscher Truppen in Polen begann der Zweite Weltkrieg in Europa.

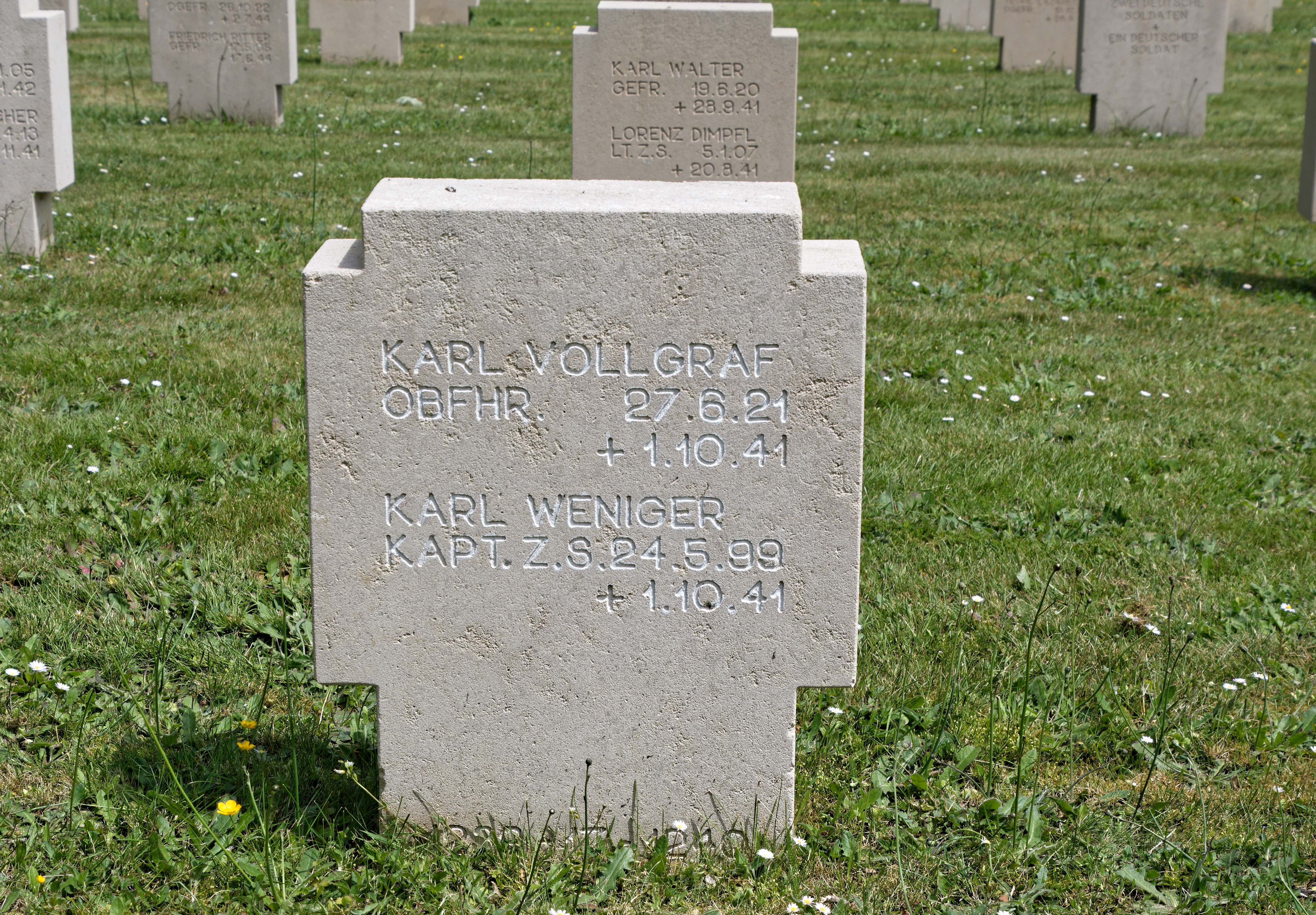
Sein Grab auf dem Kriegsgräberfriedhof Champigny St. André

Anschließend war Weniger bis April 1940 Erster Admiralstabsoffizier im Stab des Befehlshabers der Sicherung der Nordsee. Bis Juni 1940 war er hier dann als Fregattenkapitän Chef des Stabes.
Als im Juni 1940 beim Führer der Minensuchboote West der 2. Führer der Minensuchboote West eingerichtet wurde, übernahm Weniger diese Position. Unter seinem Kommando wurden die 36. und 38. Minensuchflottille aufgestellt und im Juli 1940 leitete er das Gefecht im Kanal der 4. Räumbootsflottille gegen englische Zerstörer. Als im August 1940 aus der Dienststellung der 2. Führer der Minensuchboote Nordfrankreich gebildet wurde, übernahm Weniger auch diese Position. Über das Bestehen war Weniger 2. Führer der Minensuchboote Nordfrankreich. Nach der Auflösung des 2. Führers der Minensuchboote Nordfrankreich im Februar 1941 übernahm er die Führung über die neu aufgestellte 2. Sicherungs-Division. Am 1. September 1941 wurde er kurz vor seinem Tod zum Kapitän zur See befördert.
Am 1. Oktober 1941 wurde die 3. Räumbootsflottille, welche der 2. Sicherungs-Division unterstellt war, bestehend aus sechs Räumbooten nahe Dieppe von acht Hurricanes angegriffen. 13 Tote waren nach dem Angriff zu beklagen, wobei drei Räumboote schwer und die restlichen leicht beschädigt wurden. Auf R 38 starben neben dem Flottillenchef Kapitänleutnant Richard Rossow auch Weniger.
Am 15. November 1941 wurde Weniger postum mit dem Ritterkreuz des Eisernen Kreuzes ausgezeichnet.
Im Marinestützpunkt Heppenser Groden in Wilhelmshaven ist der Wenigerring nach ihm benannt.